# 津田村 (熊本県)
津田村（つだむら）は、かつて熊本県菊池郡に存在した村である。現在は菊池郡菊陽町の一部となっている。

## 歴史
- 1889年4月1日 - 町村制施行により、合志郡津久礼村、久保田村が合併して、津田村が発足。
- 1896年4月1日 - 郡制施行により菊池郡の所属となる。
- 1955年4月1日 - 菊池郡原水村、上益城郡白水村と新設合併し、菊陽村が発足。